# August Wardener
August Wardener (1785. – 1848.) osztrák altábornagy.
Az 55. gyalogezredben kezdte meg katonai pályafutását, és végigharcolta a napóleoni háborúkat. 1813-ban súlyosan megsebesült. 1843-tól vezérőrnagy és dandárparancsnok Galíciában. 1848-ban altábornaggyá léptették elő.
1848. november elején érkezett gyenge csapataival Erdélybe Urban altábornagy nyomában. Ettől kezdve Észak-Erdélyben működött, de az erőviszonyok decemberben vészesen eltolódtak az Erdély határán álló magyar sereg javára, amely kétszeres túlerőben volt akkor, amikor Wardener és Urban Csucsánál támadást indítottak december 19-én. A kibontakozó magyar ellentámadással szemben tehetetlennek bizonyult, ráadásul Urbannal sem tudott harmonikusan együttműködni, így az nem támogatta őt az apahidai ütközetben, december 25-én, ami a császáriak vereségével és Kolozsvár elvesztésével végződött. Csapataival Tordára vonult vissza, majd az őt üldöző Czetz elől Gyulafehérvárig hátrált. Lovasbalesetet szenvedett, és december 28-án meghalt.